# Bulbophyllum rubiginosum
Bulbophyllum rubiginosum är en orkidéart som beskrevs av Rudolf Schlechter. Bulbophyllum rubiginosum ingår i släktet Bulbophyllum och familjen orkidéer. Inga underarter finns listade i Catalogue of Life.